# Operación Catapulta
La Operación Catapulta fue una acción militar británica realizada en el verano de 1940 con el fin de tomar el control o destruir el grueso de la Armada francesa de manera que no supusiese una amenaza a Gran Bretaña tras la rendición francesa al Eje.
En general la operación se llevó a cabo con escasa resistencia y pocas bajas, salvo en el caso de la batalla de Mers el-Kebir, en la que el ataque británico a la escuadra francesa allí anclada causó 1297 muertos. La operación acabó con la alianza anglo-francesa y los dos países se enfrentaron en diversos territorios hasta el desembarco aliado en África en noviembre de 1942.

## Antecedentes

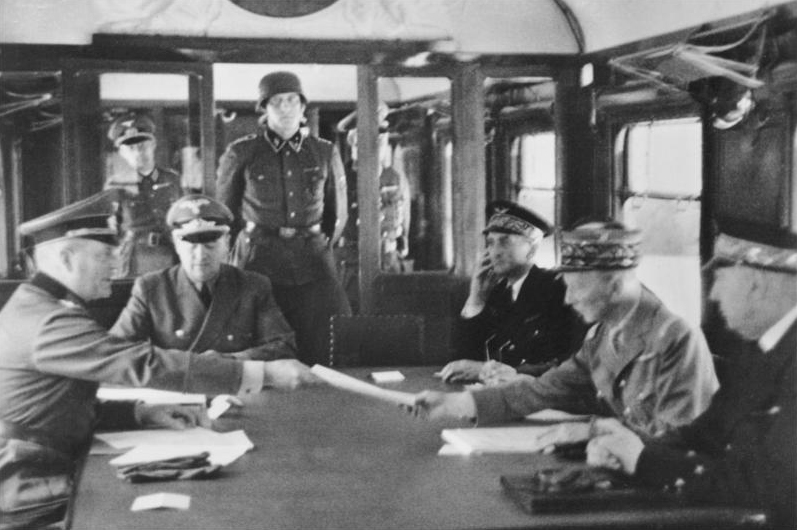
Delegaciones alemana y francesa durante la firma del armisticio franco-alemán.

El armisticio franco-alemán del 22 de junio establecía que parte de la flota francesa debía concentrarse en algunos puertos y desarmarse con supervisión italo-germana. A pesar de las garantías de los dirigentes franceses de que sus barcos nunca caerían en manos del Eje, El Gobierno británico y su Almirantazgo desconfiaban y consideraban que el riesgo de que la Armada francesa cayese en manos enemigas era notable. Dada la superioridad italiana en acorazados, destructores y submarinos, si la Marina francesa se unía al Eje, la Armada británica perdería por completo el control del Mediterráneo y quizá del Atlántico norte, lo que hubiese complicado extraordinariamente el abastecimiento de Gran Bretaña al obligar a sus barcos a rodear África. Decidieron por tanto neutralizar la mayor cantidad posible de buques franceses, bien mediante su captura o mediante su destrucción.

## Planes
La operación se concentró en los buques franceses que se encontraban tanto en puertos británicos como en Orán, Alejandría o Dakar. Otros puertos como Casablanca, Tolón o Argel se consideraban demasiado bien defendidos para que se incluyesen en la operación. El grueso de la Marina francesa, la cuarta del mundo, se encontraba por entonces distribuida por diversos puertos africanos.
La fecha para poner el marcha la operación se fijó en el 3 de julio. Mientras, el Gobierno francés había solicitado ya el 25 de junio la devolución de sus barcos refugiados en Gran Bretaña, petición que Londres decidió desoír.

## Puerto británicos
La madrugada del 3 de julio, los británicos abordaron por sorpresa los barcos franceses que se hallaban en sus puertos. En total, tomaron dos acorazados (el Paris y el Courbet), dos cruceros ligeros, ocho destructores, seis submarinos y doscientas embarcaciones menores. A pesar de su número, los buques capturados apenas representaban una décima parte del tonelaje total de la Armada francesa, y entre ellos no se encontraban los de mayor importancia militar. En general los abordajes no encontraron resistencia, salvo en el caso del crucero Mistral y en el del submarino Surcouf, en el que fallecieron cuatro personas.

## Mazalquivir

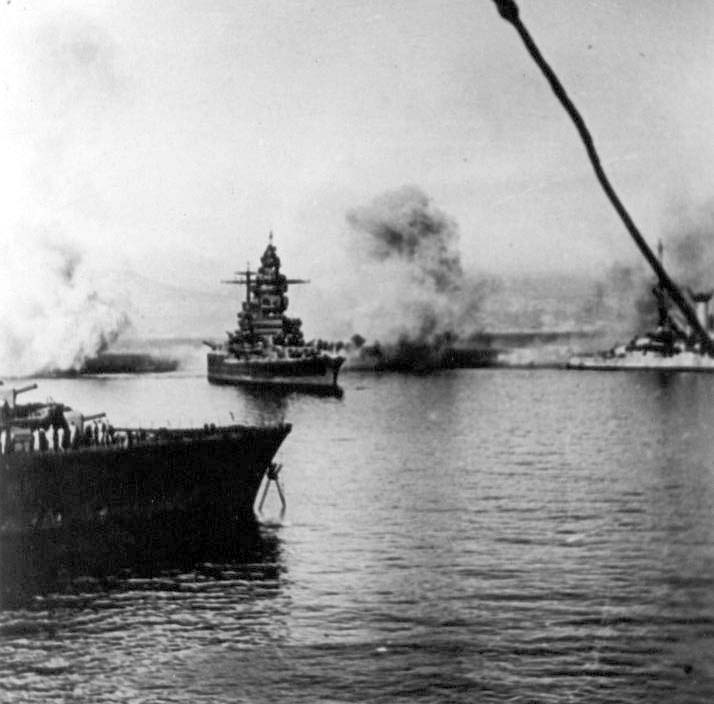
El Strasbourg en la batalla de Mers el-Kebir.

Un quinto de la Armada francesa se encontraba anclada en el puerto militar de Mazalquivir, en el golfo de Orán. Dos modernos cruceros de batalla (el Dunkerque y el Strasbourg), dos acorazados (el Bretagne y el Provence), el portahidroaviones Commandant Teste, seis superdestructores, siete destructores de menor tamaño y cuatro submarinos componían la escuadra.
Los británicos encargaron la neutralización de esta importante fuerza al vicealmirante James Somerville, destacado en Gibraltar con l «Fuerza H», una escuadra con un portaaviones, dos acorazados , un crucero de batalla, dos cruceros ligeros y once destructores. El vicealmirante francés Gensoul rechazó el ultimátum británico y tras largas pero infructuosas negociaciones Somerville atacó a la flota francesa a media tarde. El asalto concluyó con la huida a Tolón del Strasbourg, el hundimiento de Bretagne y graves averías en el Provence y el Dunkerque. En la corta batalla los franceses perdieron 1297 hombres.

## Alejandría

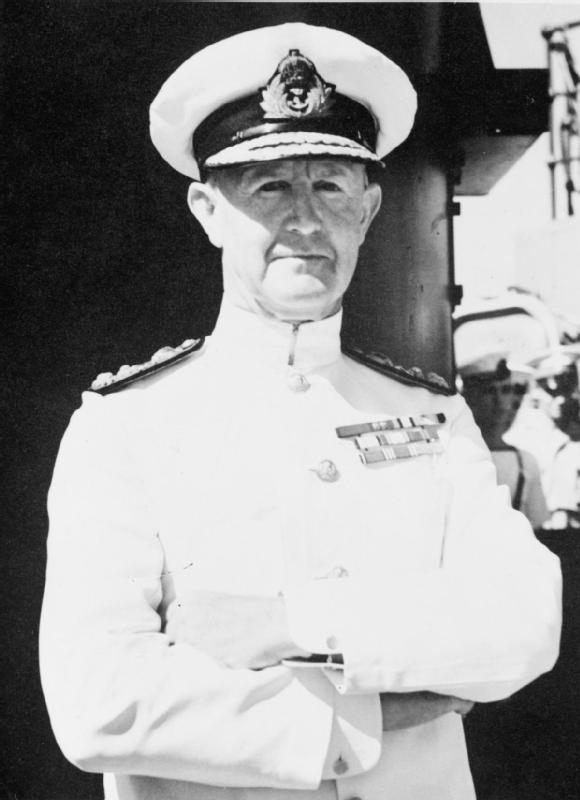
El almirante británico Cunningham, que logró desarmar a la flota francesa en Alejandría sin provocar un enfrentamiento como el de Mazalquivir.

En el puerto egipcio de Alejandría se hallaba fondeada una importante escuadra que contaba con un acorazado (el Lorraine), cuatro cruceros, tres destructores, un submarino y algunos barcos menores. Aunque el vicealmirante francés había recibido órdenes de zarpar hacia Bizerta, llegó a un acuerdo con su homólogo británico, que había recibido a su vez instrucciones de impedir la partida de la flota francesa. El almirante Cunningham prometió no tratar de tomar por sorpresa las naves francesas a cambio de que Godfroy no intentase abandonar el puerto sin antes avisar a las autoridades británicas. Aunque los gobiernos francés y británico se mostraron contrarios al pacto, este evitó la confrontación de las flotas.
Tras este primer acuerdo y siguiendo instrucciones de Londres, el 3 de julio Cunningham ofreció a Godfroy la posibilidad de unirse a la flota británica, mantener los barcos desarmados en el puerto con tripulaciones mínimas o hundirlos. Godfroy se avino a aceptar la segunda alternativa hasta que recibió noticias del ataque británico a la base de Mazalquivir. Entonces detuvo el desarme de sus barcos, aunque no obedeció las órdenes que le exigían partir de inmediato; por su parte, Cunningham desoyó las suyas de Londres de obligar a los franceses a desarmar sus buques antes del anochecer.
La mañana del 4 de julio, Londres ordenó a Cunningham tomar por asalto la flota francesa, hundirla o aceptar la entrega de los barcos para su posterior hundimiento. Mientras, Godfroy indicó su intención de tratar de romper el cerco a que le sometían las naves británicas —con sus cañones apuntando ya a los barcos franceses— y tratar de alcanzar el mar abierto. Tras varias horas de tensión y de largas negociaciones, Godfroy se avino a retirar el combustible de sus barcos y entregar las culatas de sus cañones al consulado francés bajo control británico, de forma que quedaban desarmados, aunque aún bajo mando francés. A lo largo de los días siguientes, el 70 % de las tripulaciones abandonó las naves con la promesa de no tratar de hundirlas ni de atacar a los británicos; estos, por su parte, se comprometieron a pagar a los marinos y a no tomar los barcos si alemanes e italianos respetaban el armisticio franco-alemán. A pesar del disgusto de Churchill por el acuerdo, este se rubricó formalmente en estos términos el 7 de julio. La amplia ventaja en armamento de Cunningham, que hacía toda resistencia francesa inútil, y su habilidad diplomática evitaron una repetición de Mazalquivir.

## Dakar

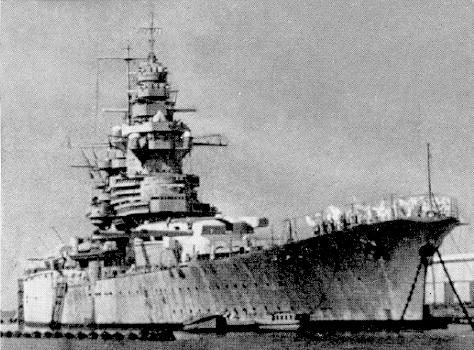
El acorazado Richelieu, gravemente dañado por el ataque británico a Dakar del 8 de julio.

El 18 de junio y para disgusto británico, el acorazado Richelieu había partido de Brest y, en vez de marchar a Gran Bretaña como esperaban los británicos, encaminarse al puerto senegalés de Dakar. Desde allí Churchill creía que podría poner el peligro toda las rutas del Atlántico sur. El 25, cuando el acorazado abandonó el puerto, un crucero y un portaaviones británico recibieron orden de interceptarlo y solo el regreso del Richelieu a puerto evitó el choque.
Al acorazado le acompañaban en el puerto tres destructores (Milan, Epervier y Fleuret), dos submarinos y varios barcos menores.
El 7 de julio, una escuadra británica presentó un ultimátum similar al de Mazalquivir al comandante del Richelieu: debía hundir el barco antes de seis horas, dirigirse bajo supervisión británica a las Antillas, a los Estados Unidos o a Gran Bretaña para su desarme o inutilizar el buque de manera que no pudiese participar a partir de entonces en la contienda. Al rechazar los franceses las condiciones, los británicos lanzaron un ataque con torpedos y cargas de profundidad que averió gravemente el acorazado la mañana del día 8. El Richelieu pasó diez meses en reparación.

## Caribe y otras zonas
Tras largas negociaciones a principios de mes, los franceses accedieron a inmovilizar un portaaviones (el Béarn) y dos cruceros ligeros, supervisados por los estadounidenses.
En Suez, Canadá, Singapur y los alrededores de Creta, otros barcos franceses fueron confiscados por los británicos o hundidos a lo largo del mes. El Almirantazgo convenció a Churchill de anular el ataque a Casablanca, donde se deseaba destruir el acorazado Jean Bart.

## Fin de la operación
A partir del 12 de julio, el Gobierno de Londres ordenó que respetasen los barcos franceses que se encontrasen en África u otras colonias y que solo se interceptasen aquellos que se dirigiesen a puertos bajo control enemigo. Al mismo tiempo y para evitar enfrentamientos innecesarios, se prohibió que los buques británicos iniciasen los combates.
Para Churchill, la operación fue un gran éxito de propaganda que reforzó su posición en el Gobierno, disipó la sensación de derrota causada por la evacuación de Dunkerque y dejó clara la determinación británica a continuar combatiendo.
Militarmente y a pesar de la satisfacción de Roosevelt por el resultado —siete de los nueve principales barcos franceses habían quedado temporalmente neutralizados de una manera o de otra—, la operación no fue tan exitosa. El Almirantazgo consideró que Somerville había disfrutado de la superioridad suficiente como para haber hundido toda la flota de Gensoul. Una vez finalizada la operación, los franceses aún contaban con cuatro de sus siete cruceros con cañones de ocho pulgadas, ocho de los once de seis pulgadas, veinticuatro de los veintisiete cruceros ligeros, diecinueve de sus veintiséis destructores y sesenta y seis de los setenta y siete submarinos. Así, aunque los británicos habían privado a Vichy de un tercio de sus naves en tonelaje, el grueso de la Armada seguía aún bajo su control.
La operación perjudicó seriamente la posición de Charles de Gaulle, limitó el reclutamiento de voluntarios en su movimiento —apenas siete mil hombres a finales de julio— y alienó a gran parte de los responsables civiles y militares franceses de las colonias. El efecto negativo fue especialmente importante entre la oficialidad naval francesa, que respaldó en masa a los elementos más extremistas del Gobierno de Vichy y adoptó una actitud intensamente anglófoba.
La resistencia francesa a entregar su Armada a los británicos moderó las exigencias del Eje, que se mostró dispuesto a permitir a la Marina francesa participar en el patrullaje del Mediterráneo e incluso a mandar unidades militares para reforzar los puertos de la colonias. Las comisiones del armisticio se mostraron más dispuestas a permitir que los franceses conservasen la Armada.